# Ouratea madrensis
Ouratea madrensis är en tvåhjärtbladig växtart som beskrevs av Riley. Ouratea madrensis ingår i släktet Ouratea och familjen Ochnaceae. Inga underarter finns listade i Catalogue of Life.